# Ołeksij Onyszczenko
Ołeksij Semenowycz Onyszczenko (ukr. Олексій Семенович Онищенко, ur. 17 marca 1933 w Rudce) – ukraiński filozof, teoretyk kultury, Zasłużony Działacz na rzecz Nauki i Technologii Ukrainy, członek Narodowej Akademii Nauk Ukrainy (1997), laureat państwowej nagrody w dziedzinie Nauki i Technologii Ukrainy (2008), profesor, doktor filozofii oraz doktor honoris causa na Uniwersytecie Kijowskim. Szef Wydziału Historii, Filozofii i Prawa Narodowej Akademii Nauk Ukrainy oraz dyrektor generalny Biblioteki Narodowej Ukrainy im. W.I. Wiernadskiego.

## Życiorys
Urodził się 17 marca 1933 roku we wsi Rudka koło Połtawy. W 1956 roku ukończył studia na Wydziale Historii i Filozofii Uniwersytetu Kijowskiego, a w roku 1962 – studia podyplomowe w Instytucie Filozofii Akademii Nauk Ukrainy (wówczas Akademii Nauk Ukraińskiej SRR). Po ich ukończeniu rozpoczął karierę akademicką, osiągając w 1978 roku stanowisko zastępcy dyrektora ds. pracy akademickiej Instytutu Filozofii ANU SRR. W późniejszym okresie do 1991 roku pracował w Akademii Nauk Społecznych w Kijowie, gdzie skupiał się na badaniach filozoficznych i socjologicznych zagadnień rozwoju kultury duchowej i intelektualnej, ewolucji zbiorowości społecznych i stylów życia, rewolucji naukowej i technologicznej, socjologii religii i historii religii na Ukrainie. Począwszy od 1992 roku, Onyszczenko kieruje Biblioteką Narodową Ukrainy Wiernadskiego. W 1997 roku został wybrany do Narodowej Akademii Nauk Ukrainy w dziedzinie kulturologii, zaś rok później objął stanowisko sekretarza akademickiego Wydziału Historii, Filozofii i Prawa NANU.

## Wyróżnienia i nagrody
- Order „Znak Honoru” (1981)
- Order „Za zasługi” III klasy (1998)
- Order Księcia Jarosława Mądrego V klasy (2003)
- zwycięzca plebiscytu Ukraińskiej Osoby Roku w kategorii „Naukowiec Roku” (2006)
- Order Księcia Jarosława Mądrego IV klasy (2008)
- państwowa nagroda w dziedzinie Nauki i Technologii Ukrainy (2008)
- Order Księcia Jarosława Mądrego III klasy (2013)[7]
- Medal 25 lat niepodległości Ukrainy (2016)[8]